# Walrencea
Walrencea is een monotypisch geslacht van spinnen uit de  familie van de kraamwebspinnen (Pisauridae).

## Soort
- Walrencea globosa Blandin, 1979